# Championnats du monde de tennis de table 2001
Navigation
Édition précédente Édition suivante
Les championnats du monde de tennis de table 2001 ont eu lieu à Osaka au Japon. C'est la dernière année où les championnats individuels et par équipe ont lieu simultanément.
Sept épreuves de tennis de table figuraient au programme en individuel, deux masculines, deux féminines et une mixte.

## Liste desépreuves
Les 7 épreuves se sont déroulées du 26 avril au 6 mai 2001.
- Par équipes messieurs
- Par équipes dames
- Simple masculin
- Simple féminin
- Double masculin
- Double féminin
- Double mixte

## Résultats
Toutes les médailles d'or ont été remportées par les chinois, seules quelques médailles leurs échappent. Wang Liqin remporte son premier titre, et chez les dames Zhang Yining s'impose devant sa compatriote Guo Yan.
|                      | Or                                                                   | Argent                                                                                       | Bronze |
| -------------------- | -------------------------------------------------------------------- | -------------------------------------------------------------------------------------------- | --- |
| Messieurs par équipe | Chine (Kong Linghui, Wang Liqin, Liu Guoliang, Ma Lin, Liu Guozheng) | Belgique (Jean-Michel Saive, Philippe Saive, Andras Podpinka, Martin Bratanov, Marc Closset) | Suède (Peter Karlsson, Jörgen Persson, Jan-Ove Waldner, Magnus Molin, Fredrik Håkansson) Corée du Sud (Joo Sae-Hyuk, Kim Taek-soo, Lee Chul-seung, Oh Sang-eun, Ryu Seung-min |
| Dames par équipe     | Chine (Sun Jin, Wang Nan, Li Ju, Yang Ying, Zhang Yining)            | Corée du Nord                                                                                | Japon Corée du Sud |
| Simple masculin      | Wang Liqin                                                           | Kong Linghui                                                                                 | Chiang Peng-Lung Ma Lin |
| Double masculin      | Wang Liqin/Yan Sen                                                   | Kong Linghui/Liu Guoliang                                                                    | Oh Sang-eun/Kim Taek-soo Peng-Lung Chiang/Yen-Shu Chang |
| Simple féminin       | Wang Nan                                                             | Lin Ling                                                                                     | Yun Mi-kim Zhang Yining |
| Double féminin       | Wang Nan/Li Ju                                                       | Sun Jin/Yang Ying                                                                            | Akiko Takeda/Mayu Kishi-Kawagoe Zhang Yining/Yingying Zhang |
| Double mixte         | Qin Zhijian/Yang Ying                                                | Oh Sang-eun/Moo Kyo-kim                                                                      | Liu Guoliang/Sun Jin Zhan Jian/Bai Yang |